# کلادنیتسا
کلادنیتسا (به صربی: Kladnica) یک منطقهٔ مسکونی در صربستان است که در سینیتسا واقع شده‌است. کلادنیتسا ۱۳٫۶۳ کیلومتر مربع مساحت و ۳۶۲ نفر جمعیت دارد.